# Предварителни избори
Предварителните избори (на английски: Primary election) се провеждат преди общите избори за парламент или за държавен глава (председателство или министър-председател), в рамките на различните партии и в съответствие с правилата за провеждане.

## Видове предварителни избори
Съществуват различия между различните методи за провеждане на предварителни избори. Те трябва да се разграничават според размера на избираемото тяло:
- Една личност - ръководителят на партията (политическият лидер) или лице от ръководството избира списъка на кандидатите или кандидата.
- Партийни членове - партиен център - партиен орган само с представители на партията (членове на центъра), които наброяват между десетки до няколко хиляди представители, които избират в открити или закрити избори кандидатите или кандидата.
- Първични (primaries) - като част от предварителните избори, членовете на партията избират (изцяло или частично) кандидатите на партията за изборите.
- Открити първични избори - В рамките на тази система всеки гражданин може да участва във вътрешните избори на една от партиите, дори и да не е член на партията.